# Jozef Nolet
Jozef Nolet (Nijmegen, 7 maart 1896 - 1 september 1966) was van 1953 tot en met 1961 burgemeester van de Nederlandse gemeente Boxmeer in Noord-Brabant.

## Biografie
De rooms-katholieke Nolet, lid van de familie Nolet, werd geboren in Nijmegen als jongste zoon van Wilhelmus Adrianus Henricus Aloysius Nolet (1850-1941) en Agatha Maria Rosa Epiphania van Gent (1855-1931). Aldaar trouwde hij in 1920 met Anna Maria Elisabeth Caroline Antonia Fackeldey (1897-1972).  
Na werkzaam te zijn geweest bij onder meer Vroom & Dreesmann, werd Nolet in 1945 financieel directeur bij de Radio Nederland in den Overgangstijd. Na de opheffing hiervan werkte hij enige jaren als adviseur bij het ministerie van Economische Zaken, om vervolgens per 16 april 1953 te worden benoemd tot burgemeester van Boxmeer. Door de opening van een propaangasfabriek in 1954 en een papierschool twee jaar later, heeft Nolet bijgedragen aan de naoorlogse ontwikkeling van Boxmeer. Nolet bleef tot zijn pensioen op 1 april 1961 burgemeester. Het in 1965 geopende gemeentelijke zwembad van Boxmeer werd naar hem vernoemd, het Burgemeester Noletzwembad. Nolet overleed in 1966 op 70-jarige leeftijd en werd begraven op de R.K. begraafplaats in Boxmeer. 
Nolet was de schoonvader van politicus en hoogleraar Piet Steenkamp en de grootvader van burgemeester Thomas Steenkamp. Zijn broer Henricus Nolet was van 1928 tot 1958 burgemeester van Warmenhuizen en Harenkarspel. Hun beider neef Vincent Nolet was van 1946 tot 1958 burgemeester van Ursem en volgende in 1958 diens oom op als burgemeester van Warmenhuizen en Harenkarspel. Een oudere broer van Nolet was kerkhistoricus monseigneur Willem Nolet.
In 1963 werd in Boxmeer een openluchtzwembad geopend dat de naam Burgemeester Noletbad kreeg. Dit bad is rond 1985 gesloopt.